# The Room (2000)
The Room is een Nederlandse korte film uit 2000 van regisseur Erik Lieshout en Rutger Hauer, naar het korte verhaal 'De kamer' van Harry Mulisch.

## Verhaal
Een man mijmert over een kamer waaraan hij goede herinneringen heeft. Vroeger kwam daar vaak zo'n mooie muziek uit. Nu, jaren later, krijgt hij door een gelukkig toeval de kans de kamer voor het eerst te betreden.

## Rolbezetting
| Acteur            | Personage   |
| ----------------- | ----------- |
| Rutger Hauer      | Harry       |
| Mattijn Hartemink | jonge Harry |